# Souliman De Croock
Souliman De Croock (Antwerpen, 1985) is een Belgisch acteur.

## Filmografie
- De zaak Alzheimer, 2003, onbekend
- Spoed, 2006, onbekend
- Witse, 2010, Berk Aran
- Danni Lowinski, 2012, Karim El Berkani
- Sigi & Julia, 2014, Mr. Vandromme
- Echte Verhalen: De Buurtpolitie, 2014-2019, Aziz Souliman
- De Buurtpolitie: De Grote Geldroof, 2016, Aziz Souliman
- De Buurtpolitie: De Tunnel, 2018, Aziz Souliman